# Pseudoterpna agrestaria
Pseudoterpna agrestaria là một loài bướm đêm trong họ Geometridae.